# Charonia tritonis
Charonia tritonis es una caracola marina, esto es, un gasterópodo propio de mares y océanos, concretamente de la familia Ranellidae. Alcanza un tamaño de unos 20 cm de longitud. Se trata de una especie de distribución Indo-Pacífica. Modificada artesanalmente, se ha empleado como trompeta, como se ha hecho desde antiguo con las caracolas.
Posiblemente el gasterópodo más conocido. Con una concha distintiva, algunos alcanzan hasta 50 centímetros de largo, tienen una aguja en punta y una última vuelta muy grande. De color cremosa por el exterior, con guiones y comillas angulares marrones oscuros; apertura grande, naranja. Se alimenta de equinodermos, especialmente la estrella de mar corona de espinas. Su hábitat se encuentra entre zonas de coral poco profundas y arena.

## Galería de imágenes

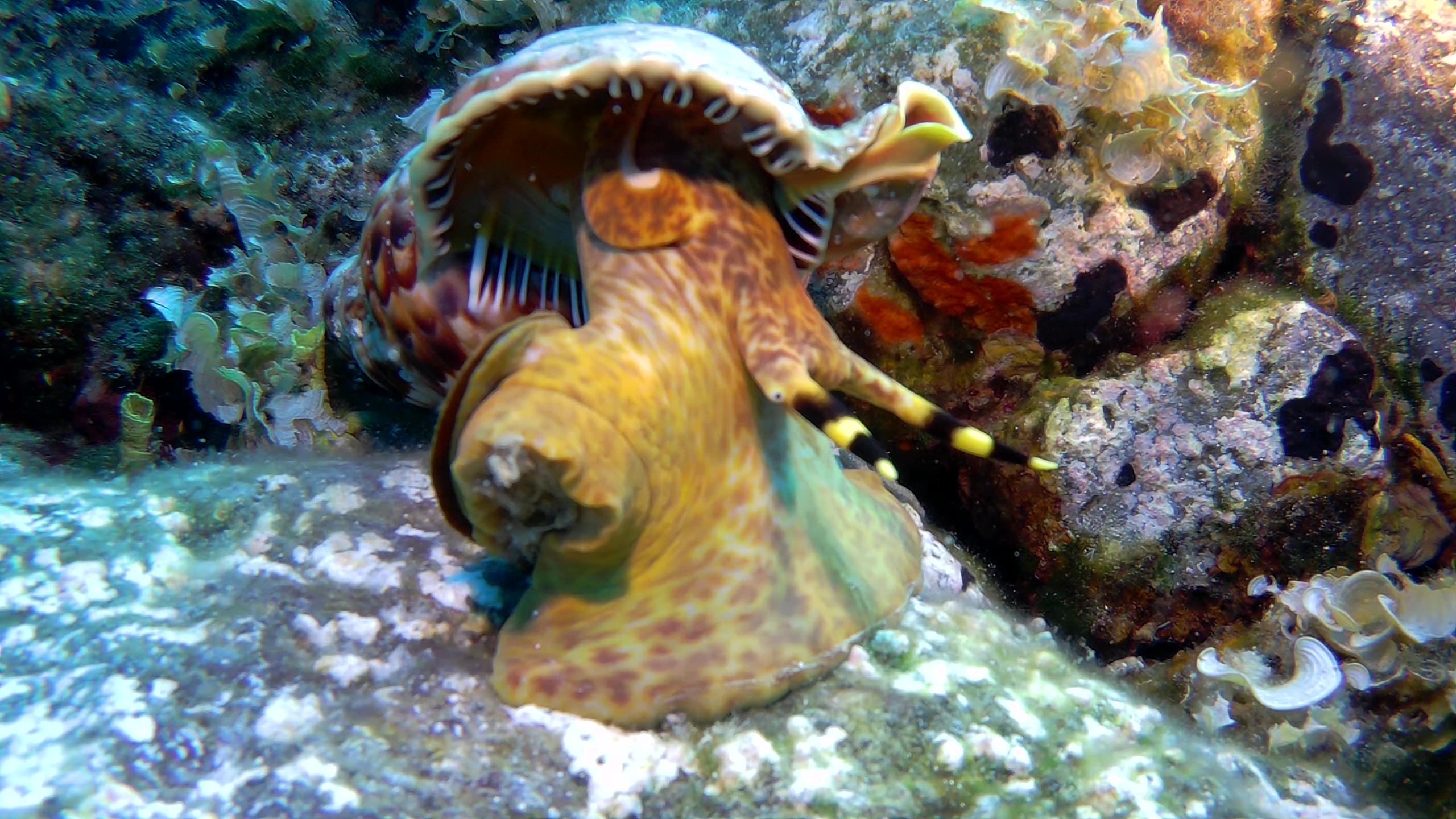
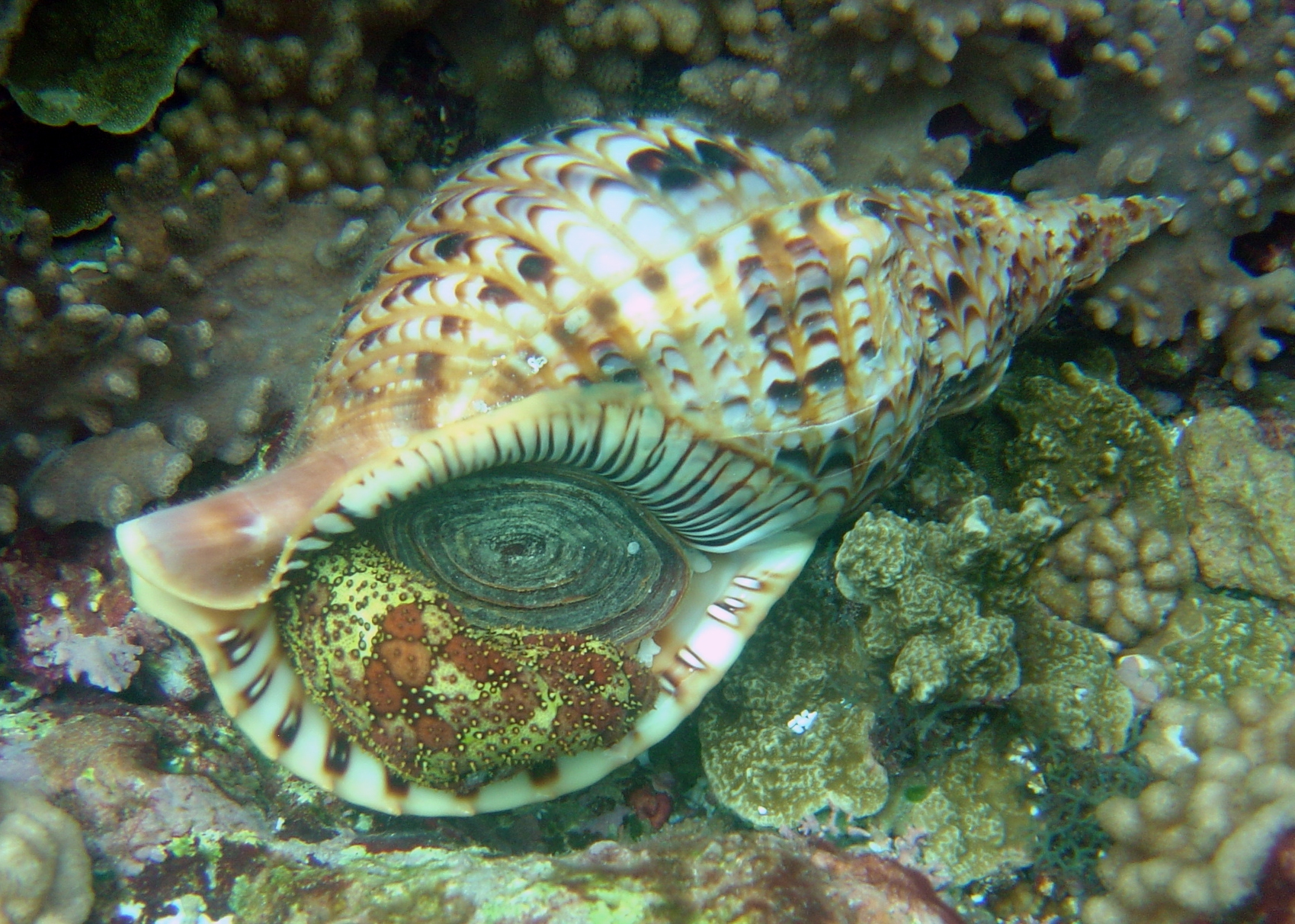
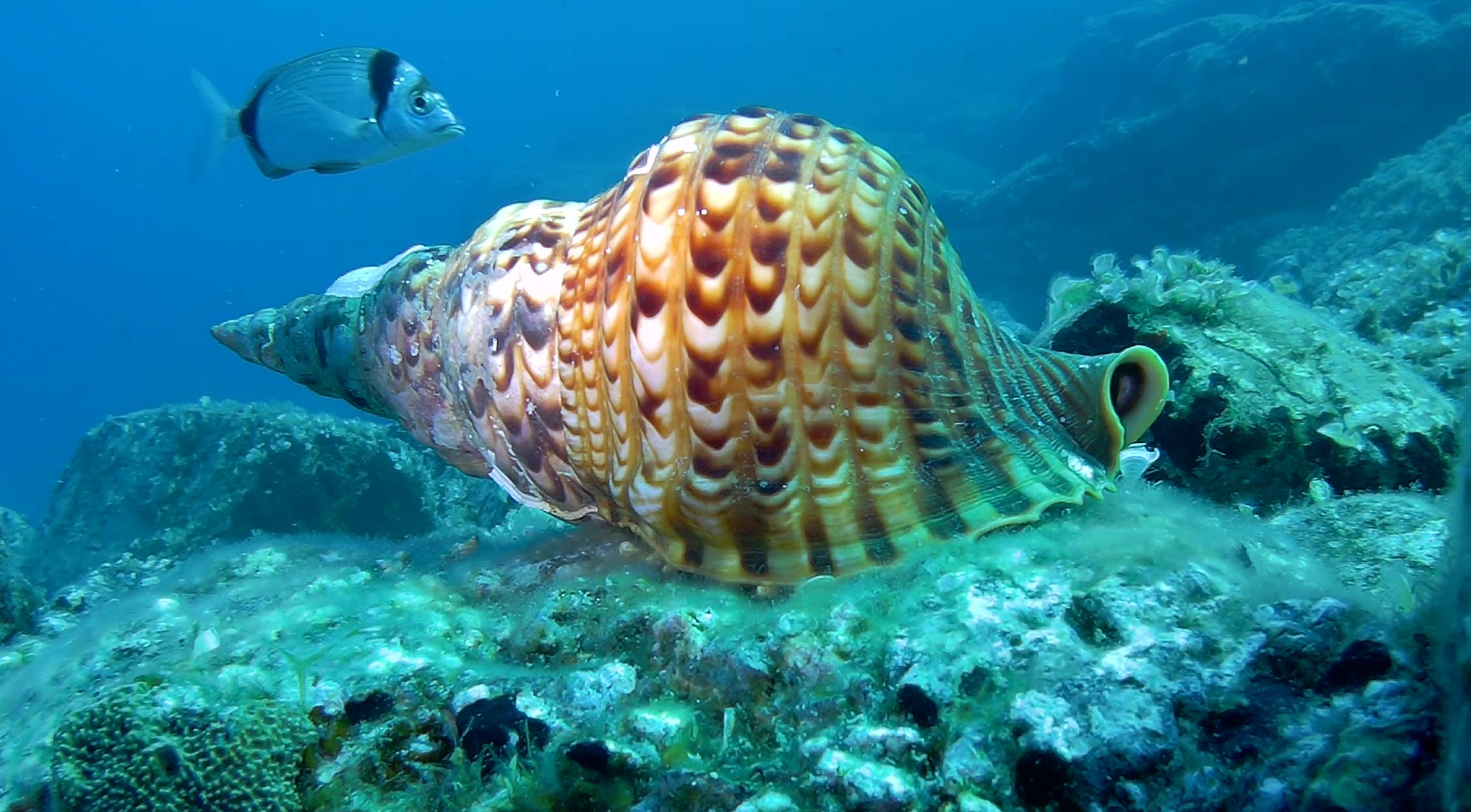
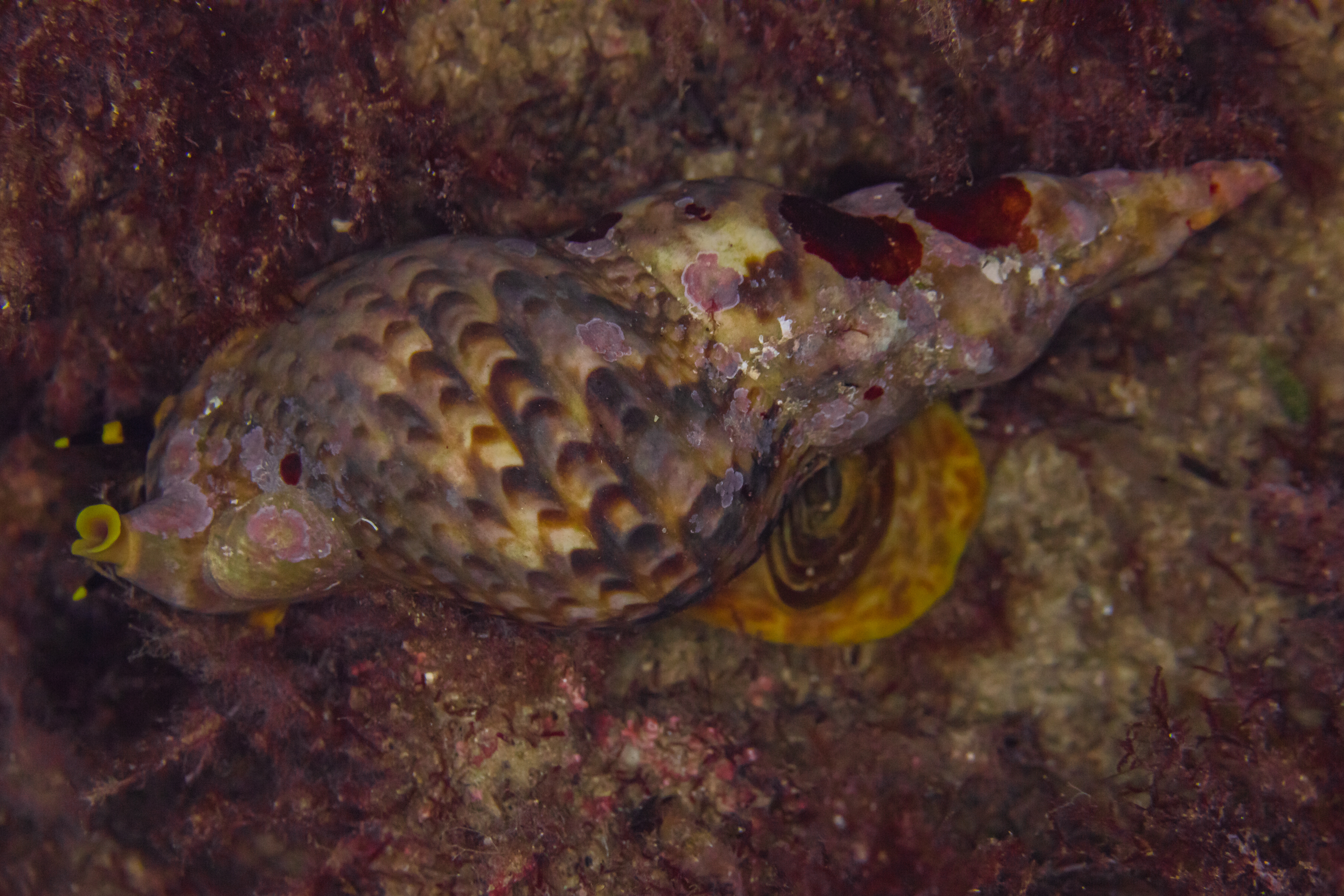
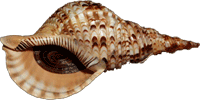

- Datos: Q1472765
- Multimedia: Charonia tritonis / Q1472765
- Especies: Charonia tritonis